# 17. konjeniški polk (ZDA)
Za druge 17. polke glejte 17. polk.
17. konjeniški polk (izvirno angleško 17. Cavalry Regiment) je eden izmed konjeniških polkov Kopenske vojske ZDA.